# Vrede van Tartu (Estland-Rusland)

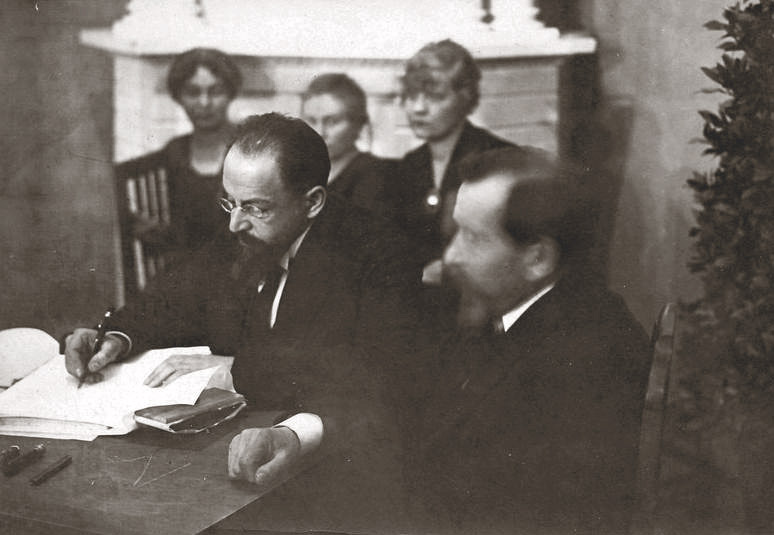
Russische vertegenwoordiger Joffe ondertekent het verdrag

De Vrede van Tartu (Ests: Tartu rahu, Russisch: Тартуский мирный договор между РСФСР и Эстонией) tussen Estland en bolsjewistisch Rusland werd op 2 februari 1920 ondertekend. Hiermee kwam een einde aan de Estische Onafhankelijkheidsoorlog. In het verdrag erkende Sovjet-Rusland de onafhankelijkheid van Estland en zag het voor eeuwig af van territoriale aanspraken op Ests grondgebied. Daarnaast stemden de bolsjewieken in met de betaling van 15 miljoen gouden roebels uit de tsaristische reserves aan herstelbetalingen.
In juni 1940 werd het verdrag geschonden, toen sovjettroepen als resultaat van het Molotov-Ribbentroppact Estland bezetten. Pas in 1991 werd de Estische onafhankelijkheid hersteld.

## Voorgeschiedenis
Estland had zich op 24 februari 1918 onafhankelijk verklaard. Vervolgens was Tallinn door de Duitsers ingenomen, die na de Novemberrevolutie een vacuüm nalieten. Vanaf 22 november trachtte het Rode Leger Estland te veroveren, gesteund door de Estische bolsjewieken in ballingschap. Het jaar 1919 stond in het teken van een heftige strijd tussen de Esten en de bolsjewieken. De eerste vredesonderhandelingen startten in september 1919, maar deze werden onderbroken door een offensief van het Witte Leger van Nikolaj Joedenitsj, die de bolsjewieken bestreed, maar de Esten ook geen onafhankelijkheid gunde. Na Joedenitsj' aftocht werden de onderhandelingen op 5 december hervat. De gevechten tussen de Esten en de bolsjewieken duurden bij Narva nog een maand voort: op 3 januari 1920 werd een wapenstilstand bereikt. Nog een maand later, op 2 februari, werd formeel de vrede getekend.
De vredesonderhandelingen stonden onder leiding van Jaan Poska aan Estische kant en Adolf Joffe aan Russische kant. Plaats van handeling was het gebouw op het adres Vanemuise 35 in Tartu.

## Grensverloop
De grens tussen Estland en Rusland, zoals het verdrag die bepaalde, verliep niet langs de historische oostgrens van de tsaristische gouvernementen Estland en Lijfland, maar enigszins oostelijker, langs de frontlinie ten tijde van de wapenstilstand. Zo kwamen twee voorheen Russische gebieden aan Estland: in het noordoosten een gebied op de rechteroever van de rivier de Narva en in het zuidoosten Petsjory (Petseri) en omgeving. Beide gebieden zouden in het interbellum tot Estland blijven behoren, maar behoren thans opnieuw tot Rusland. Een nieuw verdrag dat deze feitelijke situatie bevestigt, bestaat overigens niet: weliswaar werd er in 2005 een grensverdrag getekend, maar dat is door de Russische doema niet geratificeerd.